# Julius von Niethammer
Julius Adolf Niethammer, ab 1830 von Niethammer, ab 1876 Freiherr von Niethammer (* 21. August 1798 in Jena; † 23. Juni 1882 in München), war ein deutscher Jurist und Politiker.

## Leben
Als Sohn des Friedrich Immanuel Niethammer geboren, besuchte Julius von Niethammer bis 1814 das (heutige) Wilhelmsgymnasium München. Anschließend studierte er Rechtswissenschaften in Jena, Landshut, Erlangen und Heidelberg. Während seines Studiums war er 1816 einer der Stifter der Burschenschaft Teutonia Erlangen und 1817 Mitglied sowie Vorsteher der Alten Heidelberger Burschenschaft. 1819 wurde er zum Dr. iur. promoviert. 1826 wurde er Regierungsrat und war bis 1838 Honorarprofessor für Staatswissenschaften an der Universität München. 1837 wurde er erblicher Reichsrat der Krone Bayerns. Von 1849 bis 1881 war er als Erster Sekretär der Kammer der Reichsräte tätig. 1848 gehörte er allen größeren gesetzgebenden Ausschüssen an. 1857 wurde er Erster Vorsitzender des Landwirtschaftlichen Vereins in Bayern. 1830 wurde er geadelt und 1876 in den erblichen Freiherrenstand erhoben. Er war Mitglied der Münchener Akademie der Wissenschaften.